# Willi Bredel

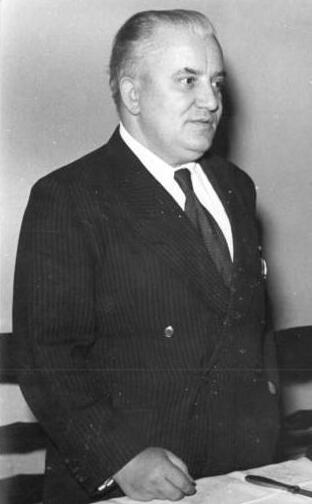
Willi Bredel
am 5. Januar 1951 in Ostberlin

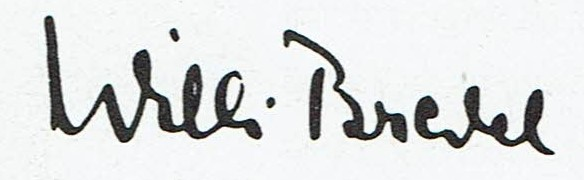
Unterschrift von Willi Bredel

Willi Bredel (* 2. Mai 1901 in Hamburg; † 27. Oktober 1964 in Ost-Berlin) war ein deutscher Schriftsteller und Präsident der Akademie der Künste der DDR. Er gehörte zu den Pionieren der sozialistisch-realistischen Literatur.

## Leben
Willi Bredel war der erstgeborene Sohn des Zigarrensortierers Johann Carl Bredel und seiner Ehefrau Frieda Pauline geb. Harder. Sein Vater hatte später ein Zigarrengeschäft in Hamburg-Altstadt. Nach Volksschulabschluss lernte er 1916 bis 1920 Eisen- und Metalldreher in der Armaturenfabrik Gebrüder Leser. 1916 bis 1917 war er Mitglied der Sozialistischen Arbeiterjugend, von 1917 bis 1920 des Spartakusbundes und seit 1919 der KPD. 1923 nahm er am Hamburger Aufstand teil und wurde zu zwei Jahren Gefängnis verurteilt. Nach seiner Amnestierung 1925 arbeitete er als Seemann zehn Monate auf dem Rotorschiff Barbara, als Taxichauffeur, als Dreher in der Maschinenfabrik Nagel & Kaemp in Hamburg-Winterhude und war journalistisch für die Bremer Arbeiterzeitung und das Essener Ruhrecho tätig. 1928 wurde er Redakteur der Hamburger Volkszeitung. Wegen „Vorbereitung literarischen Hoch- und Landesverrats“ wurde er 1930 zu zwei Jahren Festungshaft verurteilt. In der Haft schrieb er seine ersten Romane und redigierte die Filmzeitschrift „Die Sozialistische Film-Kritik“.
Im März 1933 wurde er nach der Machtübernahme der NSDAP in „Schutzhaft“ genommen und kam ins KZ Fuhlsbüttel. Von vierzehn Monaten verbrachte er elf Monate in isolierter Einzelhaft, sieben Wochen in Dunkelheit und wurde siebzehnmal ausgepeitscht.

10+5 Pfennig-Sondermarke der DDR-Post 1966 mit Willi Bredel als Spanienkämpfer

1934 gelang ihm die Flucht in die Tschechoslowakei. Die Malerin Hella Guth stellte ihm ihr Atelier in Prag als Quartier zur Verfügung, wo er seine KZ-Eindrücke niederschrieb. Von dort emigrierte er nach Moskau, wo er u. a. für Radio Moskau arbeitete. In London erschien sein Roman Die Prüfung, der erste international beachtete Roman über ein deutsches Konzentrationslager. 1936 bis 1939 gab er mit Bertolt Brecht und Lion Feuchtwanger die literarische Zeitschrift Das Wort heraus. 1937 bis 1938 nahm er als Kriegskommissar des Thälmann-Bataillons der 11. Internationalen Brigade am Spanischen Bürgerkrieg teil. 1939 kehrte er nach Moskau zurück und nahm ab 1941 auf sowjetischer Seite am Zweiten Weltkrieg teil. Im Winter 1942/1943 war er gemeinsam mit Walter Ulbricht und Erich Weinert an der Stalingrader Front, um die deutschen Soldaten von der Sinnlosigkeit der Fortsetzung des Krieges zu überzeugen. Bredel war 1943 Mitbegründer des Nationalkomitee Freies Deutschland. Als dessen Frontbevollmächtigter operierte er 1944 in der Nähe von Thorn. Hier wurde ihm der desertierte Winfried Müller als Fronthelfer zugeteilt, der später im Algerienkrieg eine erfolgreiche Organisation aufbaute, die Fremdenlegionäre zur Fahnenflucht aufrief und ihnen half, in ihre Heimatländer zurückzukommen.
1945 kehrte er mit der Untergruppe Sobottka der „Gruppe Ulbricht“ zurück nach Deutschland und arbeitete als hauptamtlicher politischer Instrukteur für das Zentralkomitee der KPD in Mecklenburg-Vorpommern (ab 1947 Mecklenburg). Im August 1945 war er Mitbegründer des Landes-Kulturbundes zur demokratischen Erneuerung Deutschlands. 1947 bis 1949 war Bredel Abgeordneter des Mecklenburgischen Landtages und 1949 bis 1950 der Volkskammer der DDR. Er arbeitete als Chefredakteur der Literaturzeitschriften Heute und Morgen (1947–1950) und ndl (neue deutsche literatur) (1952–1956). 1950 war er Gründungsmitglied der Deutschen Akademie der Künste. Wohnraum hatte er in der Straße 201, in der viele Künstler und Wissenschaftler untergebracht waren.

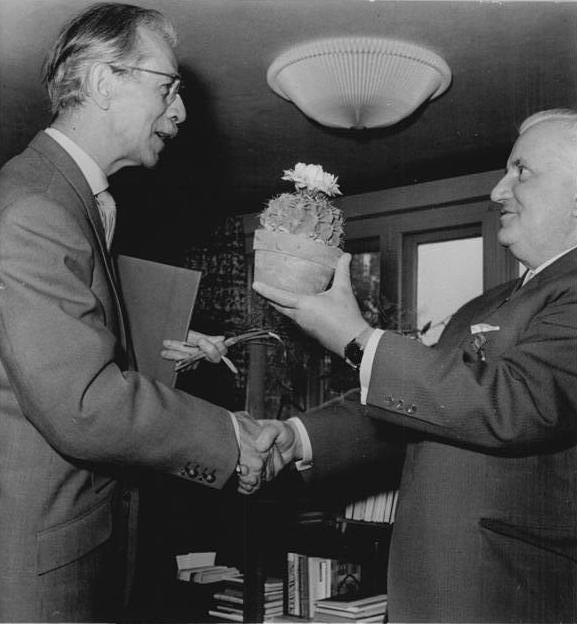
Der Präsident der Deutschen Akademie der Künste, Otto Nagel, überbringt Willi Bredel (im Bild rechts) die Glückwünsche der Akademie zu dessen 60. Geburtstag.

1954 bis 1964 war Bredel Mitglied des Zentralkomitees der SED, seit 1957 Mitglied der Kulturkommission. Im Prozess gegen den mit ihm befreundeten Walter Janka saß er auf der Zeugenbank. Nachdem Janka im Juli 1957 verurteilt worden war, ließ Bredel den Freund fallen und übte auf der 33. Tagung des ZK der SED im Oktober 1957 Selbstkritik: Er habe sich von Janka täuschen lassen. Von 1962 bis 1964 war er als Nachfolger von Otto Nagel Präsident der Deutschen Akademie der Künste, die sich unter seiner Leitung auf Beschluss des ZK der SED zur „sozialistischen Akademie“ entwickelte.
Seit 1947 war Bredel in zweiter Ehe mit der schwedischen Journalistin Maj-Ingrid Bredel, geborene Olsson (1914–2001), verheiratet, die auf dem VdN-Ehrenhain des Zentralfriedhofs Friedrichsfelde beigesetzt wurde. Sie war während des 2. Weltkrieges in Moskau als Übersetzerin, Redakteurin und Ansagerin beim Rundfunk tätig.
1961 bis 1976 erschien im Berliner Aufbau-Verlag eine Werkausgabe in vierzehn Bänden. Diese umfasst neben den Romanen Maschinenfabrik N. & K., Rosenhofstraße, Der Eigentumsparagraph (Band 1), Die Prüfung (Band 2) und Dein unbekannter Bruder (Band 3) die Trilogien Verwandte und Bekannte (Band 4–6) und Ein neues Kapitel (Band 7–9), zwei Bände mit Erzählungen (Band 10 und 11), die Auswahlbände Unter Türmen und Masten (über Bredels Heimatstadt Hamburg, Band 12) und Vom Ebro zur Wolga (Band 13) sowie Publizistik zu Literatur und Geschichte (Band 14).
Die Bibliothek Willi Bredels erfuhr eine wechselvolle Geschichte, die bis in dessen Exiljahre in Moskau zurückreicht. 1987 wurde sie im Schweriner Schloss gelagert und 1992 von der Willi-Bredel-Gesellschaft übernommen. Im Jahr 2009 wurde sie dem Fritz-Hüser-Institut als Dauerleihgabe übergeben.

## Literarisches Schaffen
Bredel verstand seine literarischen Arbeiten immer als Teil des Klassenkampfes. Er begann seine literarische Laufbahn als Arbeiterkorrespondent. Seine journalistischen Arbeiten bildeten dann auch die Grundlage seines ersten Romans Maschinenfabrik N.&K. Wenn er – nach eigenem Bekunden – auch auf seine Erfahrungen bei der Hamburger Fabrik Nagel & Kaemp zurückgriff, schilderte er aber kein wirkliches Geschehen, das er selbst erlebt hatte.
Kritiker wie Georg Lukács warfen Bredel vor, seine Charaktere seien zu holzschnittartig, keine wirklichen Gestalten, sondern nur Chargen, seine Sprache zu sehr die von Referaten, seine literarische Methode „trotzkistisch“. Bredel ging es in seinen frühen Romanen Maschinenfabrik N.&K. und „Rosenhofstraße“ allerdings nicht darum, besondere Charaktere darzustellen, sondern er wollte die gegensätzlichen Interessen verschiedener gesellschaftlicher Gruppen darstellen. Deshalb sind die Helden dieser Romane oft keine Einzelpersonen, sondern Kollektive (eine kommunistische Betriebszelle in der „Maschinenfabrik“, eine Straßenzelle in der „Rosenhofstraße“). Otto Gotsche diskutierte postwendend kontrovers zu Lukács. Gotsche habe die Leserschaft der im Gefängnis entstandenen Romane Bredels nach dem von Lukács moniertem Betreff befragt. Das Ergebnis: Die „klassenbewußten Arbeiter“ hätten sich seinerzeit durchaus der von Bredel übernommenen „Parteisprache“ bedient.
Dass Bredel auch anders konnte, zeigte er mit seinem 1934 in London veröffentlichten Roman Die Prüfung, in dem er sein eigenes Erleben im Konzentrationslager Fuhlsbüttel („Kola-Fu“) verarbeitete, zum Teil aber auch Aufzeichnungen des Mitinsassen Fritz Solmitz. Geschrieben im Prager Exil, war es die erste literarische Darstellung aus einem deutschen KZ und wurde in diverse Sprachen übersetzt und – außerhalb Hitlerdeutschlands – verbreitet. Aus der Trilogie „Verwandte und Bekannte“ ragt „Die Väter“ besonders heraus, dieses Werk war Pflichtlektüre in der Abiturstufe an DDR-Schulen. Bredel schaffte es hier, das Leben der sozialdemokratisch geprägten Hamburger Arbeiterschaft kurz nach der Wende zum 20. Jahrhundert mit Humor und genauer Milieukenntnis zu beschreiben. Nach Alfred Kantorowicz in Die Zeit enthält der zweite Roman, Die Söhne, 1949 veröffentlicht, „noch einige lesenswerte Partien“, wogegen der dritte Roman, „Die Enkel“, 1953 veröffentlicht, „auf das geforderte und erzwungene Niveau des depravierten sozialistischen Realismus“ abgesunken und Parteischrifttum geworden sei. Anlässlich seines Todes erschien 1965 ein Sonderheft Willi Bredel der von der Deutschen Akademie der Künste herausgegebenen Literaturzeitschrift Sinn und Form, mit bis dahin unveröffentlichten Texten Bredels und Beiträgen zahlreicher Freunde und Weggefährten.

## Auszeichnungen und Ehrungen

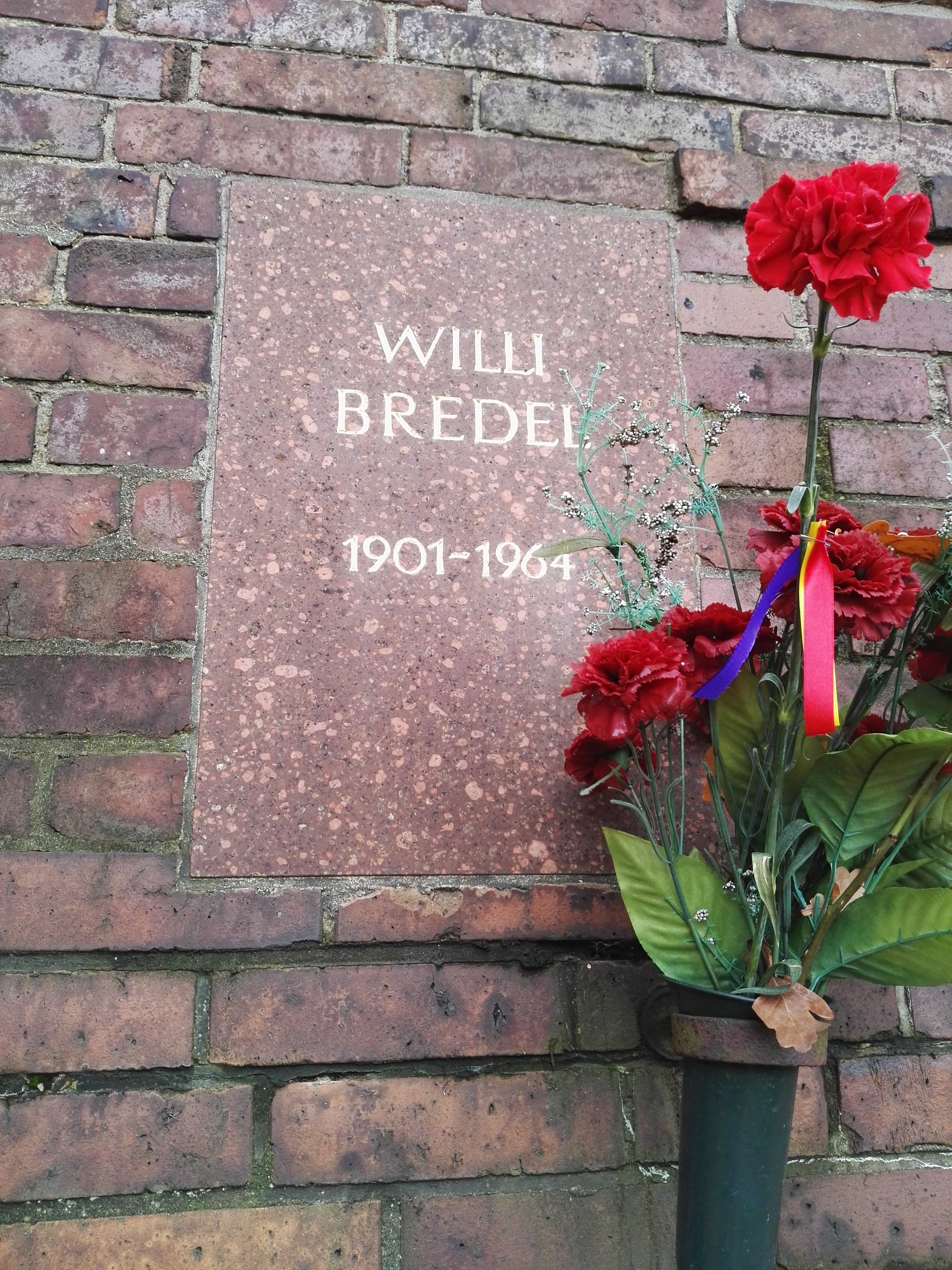
Grabstätte

- 6. Mai 1955 Vaterländischer Verdienstorden in Silber
- 1956 Hans-Beimler-Medaille
- 1960 Banner der Arbeit
- 1961 Vaterländischer Verdienstorden in Gold
- 1964 Beisetzung in der Gedenkstätte der Sozialisten auf dem Zentralfriedhof Friedrichsfelde.

## Werke
- Marat – der Volksfreund, Hamburg 1924
- Maschinenfabrik N&K, 1930 komplett lesbar als HTML
- Rosenhofstraße, 1931 komplett lesbar als HTML
- Der Eigentumsparagraph (konnte wegen der „Machtergreifung“ in Deutschland nicht mehr erscheinen und wurde in deutscher Sprache erstmals 1961 im Dietz Verlag Berlin veröffentlicht; zuvor russisch 1933, ukrainisch 1934)
- Die Prüfung, 1934
- Der Spitzel und andere Erzählungen
- Dein unbekannter Bruder, 1937
- Begegnung am Ebro. Aufzeichnungen eines Kriegkommissars, 1939
- Der Kommissar am Rhein und andere historische Erzählungen, 1940
- Pater Brakel und andere Erzählungen, 1940 (1964: „Pater Brakel“ – Insel-Bücherei 834)
- Verwandte und Bekannte, Trilogie:
  - Die Väter, 1941
  - Die Söhne, 1949
  - Die Enkel, 1953
- Der Sonderführer, 1943
- Das schweigende Dorf und andere Erzählungen, 1949
- Die Vitalienbrüder, 1950
- Fünfzig Tage, 1950
- Vom Ebro zur Wolga, 1954
- Auf den Heerstraßen der Zeit, 1957
- Für dich – Freiheit, 1959
- Ein neues Kapitel, Romantrilogie,
  - Erstes Buch, 1959
  - Zweites Buch, 1964
  - Drittes Buch, 1964
- Spanienkrieg, Band 1 / Zur Geschichte der 11. Internationalen Brigade, 1977
- Spanienkrieg, Band 2 / Begegnung am Ebro : Schriften, Dokumente, 1977
- Unter Türmen und Masten, 1960
- Erzählungen I, 1967

## Verfilmungen
- Verwandte und Bekannte. Dreiteiler (beruhend auf Die Väter; Die Söhne; Die Enkel), Fernsehen der DDR, 1971.
- Dein unbekannter Bruder. (Regie: Ulrich Weiß), DEFA, 1980.
- Und laß Dir kein Unrecht gefallen. (Regie: Gunter Friedrich), Fernsehen der DDR, 1984.
- Zwischen Abschied und Wiedersehen (Szenenfolge nach Motiven aus Die Enkel), Fernsehen der DDR, 1986.

## Nachlass und Forschungseinrichtungen
Das Archiv der Akademie der Künste in Berlin beherbergt das Willi-Bredel-Archiv mit Manuskripten, Briefen und anderen Dokumenten aus Bredels Nachlass. In Hamburg wurde 1988 die Willi-Bredel-Gesellschaft Geschichtswerkstatt e. V. im Zusammenhang mit der Einrichtung einer KZ-Gedenkstätte begründet. Als Dauerleihgabe der Willi-Bredel-Gesellschaft befindet sich Bredels Bibliothek im Fritz-Hüser-Institut in Dortmund.